# 蒙蒂尼莱梅斯
蒙蒂尼莱梅斯（法語：Montigny-lès-Metz，法語發音：[mɔ̃tiɲi lɛ mɛs]，意为“梅斯附近的蒙蒂尼”；洛林语：Montgneu）是法国摩泽尔省的一个市镇，位于该省西部，省会梅斯市区南部，属于梅斯区和梅斯欧洲都会区。

## 地理
蒙蒂尼莱梅斯（49°5'59"N, 6°9'12"E）面积6.7 平方千米，位于法国大東部大區摩泽尔省，该省份为法国东北部内陆省份，是洛林的一部分，西南接默尔特-摩泽尔省，东临下莱茵省，北与卢森堡和德国接壤。
与蒙蒂尼莱梅斯接壤的市镇（或旧市镇、城区）包括：隆日维尔莱梅斯、马尔利、梅斯、穆兰莱梅斯、锡-沙泽勒。
蒙蒂尼莱梅斯的时区为UTC+01:00、UTC+02:00（夏令时）。

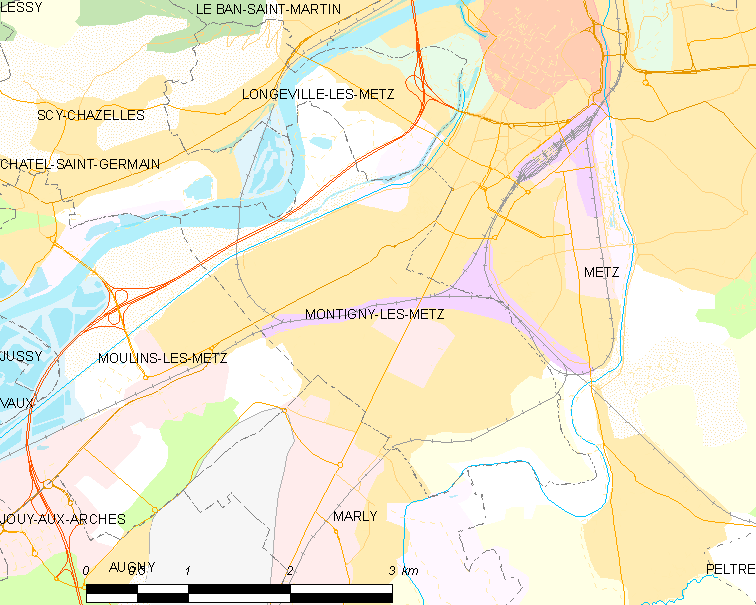
蒙蒂尼莱梅斯的OSM定位图

## 行政
蒙蒂尼莱梅斯的邮政编码为57950，INSEE市镇编码为57480。

## 政治
蒙蒂尼莱梅斯所属的省级选区为蒙蒂尼莱梅斯县。

## 交通
梅斯市区多条公交线路可连接蒙蒂尼莱梅斯。

## 人口

1962-2008年间蒙蒂尼莱梅斯人口变化图示

蒙蒂尼莱梅斯于2022年1月1日时的人口数量为21869人。